# ゲイブル・スティーブソン
ゲイブル・スティーブンソン（Gable Dan Stevenson、2000年5月31日 - ）は、アメリカ合衆国のアメリカンフットボール選手で元プロレスラー、フリースタイルレスリング選手。WWEの大ファンで知られる。

## 経歴
ミネソタ大学で3度のオールスターアメリカンに選ばれ、2度NCAA（全米大学体育協会）ディビジョン1全米チャンピオンとなり、2020年夏季オリンピックではフリースタイルレスリングで金メダルを獲得した。
2022年、WWEとの契約を発表。
2023年春、レスリングへ復帰し全米オープン選手権では優勝を果たす。
2024年、WWEから契約解除。
2024年5月31日、アメリカンフットボール経験は皆無ながら、NFLのバッファロー・ビルズとディフェンシブ・タックルとして契約した。
9月1日、バッファロー・ビルズから契約解除になったと米メディアで報じられる。